# Gentian Peak
Der Gentian Peak ist ein 2197 m hoher Berg mit einer Schartenhöhe von 127 m in der kanadischen Provinz British Columbia.

## Geographie
Der Gentian Peak liegt im Garibaldi Provincial Park am Nordostufer des Garibaldi Lake und ist Teil der Garibaldi Ranges in den Coast Mountains. Der nächsthöhere Berg ist der Corrie Peak. Die Abflüsse der Niederschläge von der Südseite des Berges fließen in den Garibaldi Lake, von der Nordseite in den Helm Creek und den Castle Towers Creek. Das Relief ist so gestaltet, dass der Gipfel 720 m über den 1,5 km entfernten See aufragt. 
| The Black Tusk | Helm Glacier   | Corrie Peak            |
| Panorama Ridge |                | Castle Towers Mountain |
| Garibaldi Lake | Guard Mountain | Mount Carr             |

## Geschichte
Der Name des Berges bezieht sich auf die Gattung Gentiana, die in der Umgebung des Berges vorkommt. Das Toponym des Berges wurde am 2. September 1930 vom Geographical Names Board of Canada offiziell anerkannt.

## Klima
In Bezug auf die Klimaklassifikation nach Köppen und Geiger herrscht am Gentian Peak ein Westseiten-Seeklima. Die meisten Wetterfronten stammen vom Pazifik und bewegen sich ostwärts auf die Coast Mountains zu, wo sie durch die Berge zum  Aufsteigen (Windstau) gezwungen werden, was wiederum dazu führt, dass die enthaltene Feuchtigkeit in Form von Regen oder Schnee abgegeben wird. Im Ergebnis führt das zu hohen Niederschlägen in den Coast Mountains, insbesondere zu starken Schneefällen im Winter. Die Temperaturen können unter −20 °C fallen, unter Berücksichtigung von Windchill-Einfluss unter −30 °C. Dieses Klima nährt den Helm Glacier am Nordhang des Berges.

## Galerie

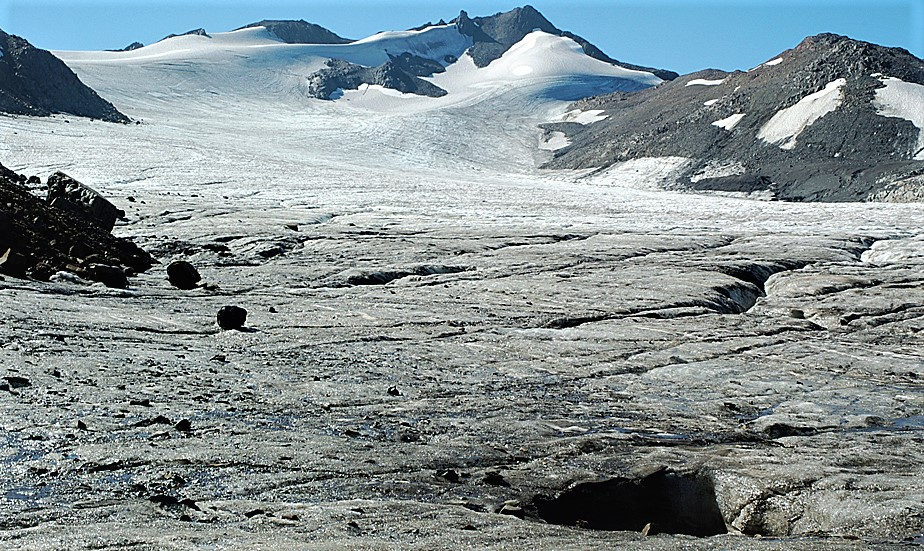
Der Helm Glacier mit der Nordansicht des Gentian Peak